# Petr Houdek
Petr Houdek (* 1970) je český violoncellista.

## Životopis
Petr Houdek vyrůstal v hudební rodině[ujasnit] ,a proto také začal s hrou na violoncello ve velmi nízkém věku. Jeho profesorem byl od začátku[kdy?] uznávaný Mirko Škampa. Prostředí Škampovy rodiny mu stejně jako mnohým dalším českým interpretům poskytlo zkušenosti s orchestrální i komorní hrou již v počátcích kariéry. Od nich přešel na Pražskou konzervatoř a poté na HAMU, na obou školách studoval u violoncellisty Josefa Chuchra. Později se také účastnil mistrovských kurzů v rakouském Semmering.
V současnosti[kdy?] je koncertním mistrem violoncell v orchestru Státní Opery Praha a pedagogem na ZUŠ Bajkalská. Účastní se různých operních festivalů (např. v německém Bad Hersfeldu) a je vyhledávaným hráčem komorních souborů (Concentus Sacri, Musica Salutaris, Prague Chamber Players apod.) i symfonických orchestrů (Český národní symfonický orchestr, Dvořákův symfonický orchestr apod.). Dříve byl stálým členem Quartetta Telemann.